# エル・ハルコン
エル・ハルコン（El Halcón、本名：José Luis Melchor Ortiz、1947年7月23日 - ）は、メキシコの覆面レスラー。メキシコシティ出身。母語であるスペイン語での原音に近い表記はエル・アルコンだが、本項では来日時に用いられた表記を使用する。
ヘビー級のエストレージャとして、主にリンピオのポジションで活躍した。実子はスペル・ハルコン・ジュニア。なお、1982年に新日本プロレスに来日したエル・ハルコン78は、ハルコンと同じデザインのマスクを被っていたが別人である。

## 来歴
プロ入り前はレスリング選手として、メキシコシティオリンピックにグレコローマンの82キロ級代表で出場。
1968年にプロに転向。ベンガラ（Bengala）、アルゴス（Argos）、ダニー・オルティス（Danny Ortiz）などのリングネームで活動後、1973年より覆面レスラーのエル・ハルコンを名乗り、1975年9月にメキシコシティにてラウル・レイエスからナショナル・ヘビー級王座を奪取（以降、ハルコン・オルティス、スペル・ハルコン名義を含め、1987年までに同王座を5回獲得）。
長らくミル・マスカラスと抗争を繰り広げるが、1977年7月29日にコントラ・マッチでマスカラスに敗れ素顔になっている（その後、翌1978年2月にエル・ハルコン78が本家のハルコンにあやかり、同じデザインのマスクを被ってデビューしている）。
マスカラスとのコントラ・マッチに敗退後、ハルコン・オルティス（Halcon Ortiz）の名で素顔のリンピオとして活動。1978年4月21日、アレナ・メヒコにて当時のNWA世界ヘビー級王者ハーリー・レイスに挑戦。1979年3月には、当時「パク・チュー」のリングネームでメキシコ遠征中だった新日本プロレスの木村健吾とも対戦した。
その後も素顔で活躍していたが、1984年5月15日にシエン・カラスとのコントラ・マッチに敗れ髪の毛を切られたことを機に、スペル・ハルコン（Super Halcon）と名乗って新しいマスクマンに再変身。1989年4月23日、エル・ラヨ・デ・ハリスコ・ジュニアとのコントラ・マッチに敗れてからは、再び素顔となった。
1992年からは、長く主戦場としていたEMLLを離れてAAAに移籍。引退後の2009年7月24日には、メキシコシティで行われたイベント "Lucha Libre Expo 2009" にミル・マスカラス&ドス・カラスのマスカラス・ブラザーズとのトリオで出場した。

### メキシコ国外での活動
日本には1978年8月、全日本プロレスの『第2次サマー・アクション・シリーズ』に来日。前年にミル・マスカラスとのコントラ・マッチに敗退していた当時、すでにメキシコでは素顔で活動していたものの、日本へは覆面レスラーとして登場し、同時来日していたマスカラスとの抗争を再現した。8月31日には大阪府立体育館にてマスカラスの持つALLL（Alianza Latinoamericana de Lucha Libre）ヘビー級王座に挑戦したが奪取ならず。9月13日には愛知県体育館にて再びコントラ・マッチで対戦するも、またも敗退して日本でも覆面を剥がされている。
アメリカのNWA圏でも実績を残しており、1978年から1980年にかけて、メキシコ系人口の多いロサンゼルスやテキサスでベビーフェイスのマスクマンとして活動。ロサンゼルスでは1978年2月24日、チャボ・ゲレロと組んでロン・バス&ドクター・ヒロ・オオタからNWAアメリカス・タッグ王座を奪取した。同地区のトップ・ヒールだったムーンドッグ・ロニー・メインとも抗争を繰り広げ、同年4月7日にはメインの保持していたNWAアメリカス・ヘビー級王座に、自身のマスクとメインの髪の毛を賭けたコントラ・マッチで挑戦している（メインのセコンドに付いていたロン・バスに試合中に覆面を剥ぎ取られ反則勝ち）。ロサンゼルスには、スペル・アルコンに変身後の1987年にもメキシコ版WWAの興行に出場しており、同年8月にティニエブラスを下しWWA世界ヘビー級王座を獲得した。
フリッツ・フォン・エリックが主宰していたテキサスのダラス地区では、1979年下期に大型マスクマンのザ・スポイラーを相手に、同地区のフラッグシップ・タイトルだったNWAアメリカン・ヘビー級王座を巡る覆面レスラー同士の抗争を展開。タッグではホセ・ロザリオとのメキシカン・コンビで活躍し、1979年6月1日にスポイラー&マーク・ルーインを破りNWAアメリカン・タッグ王座を獲得した。同王座は翌1980年8月にも、若手時代のケリー・フォン・エリックと組んでミスター・ヒト&ミスター・サクラダの日本人コンビから奪取している。同年8月1日にはジノ・ヘルナンデスを破り、NWAアメリカン・ヘビー級王座への2度目の戴冠も果たした。

## 得意技
- ランニング・トペ・スイシーダ[1]
- エルボー・ドロップ[1]

## 獲得タイトル
EMLL
- ナショナル・ヘビー級王座 : 5回[7]

NWAビッグタイム・レスリング
- NWAアメリカン・ヘビー級王座 : 2回[14]
- NWAアメリカン・タッグ王座 : 4回（w / ホセ・ロザリオ×3、ケリー・フォン・エリック×1）[15]

NWAハリウッド・レスリング
- NWAアメリカス・タッグ王座 : 1回（w / チャボ・ゲレロ）[11]

WWA
- WWA世界ヘビー級王座 : 1回[13]

その他
- メキシコ北米タッグ王座 : 1回（w / シクロン・ベロス・ジュニア）[6]
- アレナ・メヒコ・タッグ王座 : 1回（w / エル・ソリタリオ）[6]